# デュフェル駅
デュフェル駅（オランダ語: Station Duffel）は、ベルギー・アントウェルペン州デュフェルにあるベルギー国鉄25号線（ブリュッセル - アントウェルペン）の鉄道駅である。デュフェル駅の開業は1836年6月16日であるが、最初の駅舎が出来たのは1839年である。1885年に低層の建物が駅として使われ出したが、1839年築の建物は残っていた。1931年に建築家ポール・ヌイユ（Paul Nouille）による新駅舎が完成する。

## 列車系統
- 平日
  - IR b（急行）：アントウェルペン中央駅 - ブリュッセル南駅
  - L（普通）：アントウェルペン中央駅 - ブリュッセル南駅
- 週末
  - IR a：アントウェルペン中央駅 - メヘレン駅 - ルーヴェン駅